# NGC 3529
NGC 3529 este o emission-line galaxy⁠(d) situată în constelația Cupa. A fost descoperită în 22 martie 1835 de către John Herschel. Se află la o distanță de 53,28 de megaparseci de Pământ.